# Den Derre med Di Derre
Den Derre med Di Derre was de eerste CD van de Noorse popgroep Di Derre. De CD is uitgebracht in 1993 en is geproduceerd door Geir Sundstøl en Kai Robøle. Nadat de band in Noorwegen was doorgebroken met het tweede album: Jenter & Sånn, is de eerste CD opnieuw uitgebracht met als titel Den forrige med Di Derre (de vorige van Di Derre) in 1995.

## Nummers
1. Fulle fem
2. Torgeirs vårsang
3. Narrenes hus
4. Vampyren
5. Stein i skoa
6. Tøffe Tom
7. 90-meters-bakken
8. 75
9. Astronaut
10. Huset på Nes
11. Aure frukt & tobakk
12. Olsen & Eft. Jernvare
13. Børs Cafe
14. To kroners sang